# Xã Campbell, Quận Lawrence, Arkansas
Xã Campbell (tiếng Anh: Campbell Township) là một xã thuộc quận Lawrence, tiểu bang Arkansas, Hoa Kỳ. Năm 2010, dân số của xã này là 5.575 người.